# Claudio Borghi
Pour les articles homonymes, voir Borghi (homonymie) et Claudio Borghi (homme politique).
Claudio Daniel Borghi Bidós est un footballeur argentin né le 28 septembre 1964 à  Castelar (es), dans la province de Buenos Aires en Argentine. Il évoluait au poste de milieu de terrain.
Il a remporté la Coupe du monde 1986 avec l'équipe d'Argentine. Après sa carrière de joueur il s'est reconverti en entraîneur.

## Biographie
À la fin des années 1980, il est considéré comme le digne successeur de Diego Maradona. Comme lui, il joue à Argentinos Juniors et occupe le même poste, celui de numéro 10. Il remporte avec ce club la Copa Libertadores en 1985. Il participe à deux matchs du premier tour du Mundial 1986, qu'il remporte avec son équipe nationale.
Rapidement, il fait parler de lui en Europe et rejoint le Milan AC, au début des années 1990. Mais il ne confirme pas tout le bien que l'on pense de lui. De plus, le joueur a des difficultés d'adaptation au style de vie, et au style de jeu européen.
Finalement il retourne jouer en Amérique du Sud. C'est au Chili qu'il réalise la majeure partie de sa carrière, notamment à Colo-Colo, où il gagne entre autres la Recopa Sudamericana et la Copa Interamericana.
Après sa carrière de joueur il entame une carrière d'entraîneur, au Chili. Avec le club de Colo Colo, il devient tetracampeón  en remportant le titre quatre fois d'affilée (tournois d'ouverture et de clôture 2006 et tournois d'ouverture et de clôture 2007). Il quitte le club au début de l'année 2008 pour rejoindre Argentinos Juniors. Il y gagne le championnat d'Argentine en 2010 (vainqueur du tournoi de clôture). 
En mai 2010, il rejoint le club de Boca Juniors. À la suite de la défaite dans le superclásico contre River Plate, Borghi présente sa démission à la direction de son club, le 16 novembre. Son bilan est mitigé, à sa tête, Boca n'a pris que 17 points sur 42 possibles.
En février 2011, il est nommé sectionneur de l'équipe nationale du Chili en remplacement de l'Argentin Marcelo Bielsa. En novembre 2012, il est limogé à la suite d'une série de mauvais résultats.

## Carrière de joueur
- 1982-1987 : Argentinos Juniors  Argentine
  - 1987-1988 : Côme  Italie (prêt)
- 1988 : Neuchâtel Xamax FC  Suisse
- 1988-1989 : CA River Plate  Argentine
- 1989 : CR Flamengo  Brésil
- 1990 : CA Independiente  Argentine
- 1990-1991 : Unión de Santa Fé  Argentine
- 1991 : CA Huracán  Argentine
- 1992 : Colo Colo  Chili
- 1992-1993 : CA Platense  Argentine
- 1994 : UAT Correcaminos  Mexique
- 1995 : CD O'Higgins  Chili
- 1996-1997 : Audax  Chili
- 1997-1998 : Santiago Wanderers  Chili

## Palmarès de joueur
- Vainqueur de la Coupe du monde 1986 avec l'équipe d'Argentine
- 6 sélections (1 but) en équipe d'Argentine entre 1985 et 1986
- Champion d'Argentine (Metropolitano) en 1984 avec Argentinos Juniors
- Champion d'Argentine en 1985 avec Argentinos Juniors
- Vainqueur de la Copa Libertadores en 1985 avec Argentinos Juniors
- Vainqueur de la Copa Interamericana en 1985 avec Argentinos Juniors
- Vainqueur de la Coupe du Brésil en 1990 avec Flamengo
- Vainqueur de la Copa Interamericana en 1991 avec Colo Colo
- Vainqueur de la Recopa Sudamericana en 1992 avec Colo Colo

## Carrière d'entraîneur
- 2002-2003 : Audax  Chili
- 2003-2005 : Universidad de Las Americas  Mexique
- 2006-2008 : Colo Colo  Chili
- 2008 : Club Atlético Independiente  Argentine
- 2009-2010 : Asociación Atlética Argentinos Juniors  Argentine
- mai-nov. 2010 : Boca Juniors  Argentine
- fév. 2011-nov. 2012 : Équipe du Chili de football  Chili
- fév. 2013-déc. 2013 : Cerro Porteño  Paraguay
- jan. 2014-oct. 2014 : Argentinos Juniors  Argentine
- jan. 2016-mars 2016 : LDU Quito  Équateur

## Palmarès d'entraîneur
- Champion du Chili en 2006 et 2007 (Vainqueur des Tournois d'ouverture et de clôture)
- Entraîneur de l'année du championnat chilien en 2006 avec Colo Colo
- Champion d'Argentine en 2010 (Vainqueur du Tournoi de clôture)